# Filipe Neri António Sebastião do Rosário Ferrão

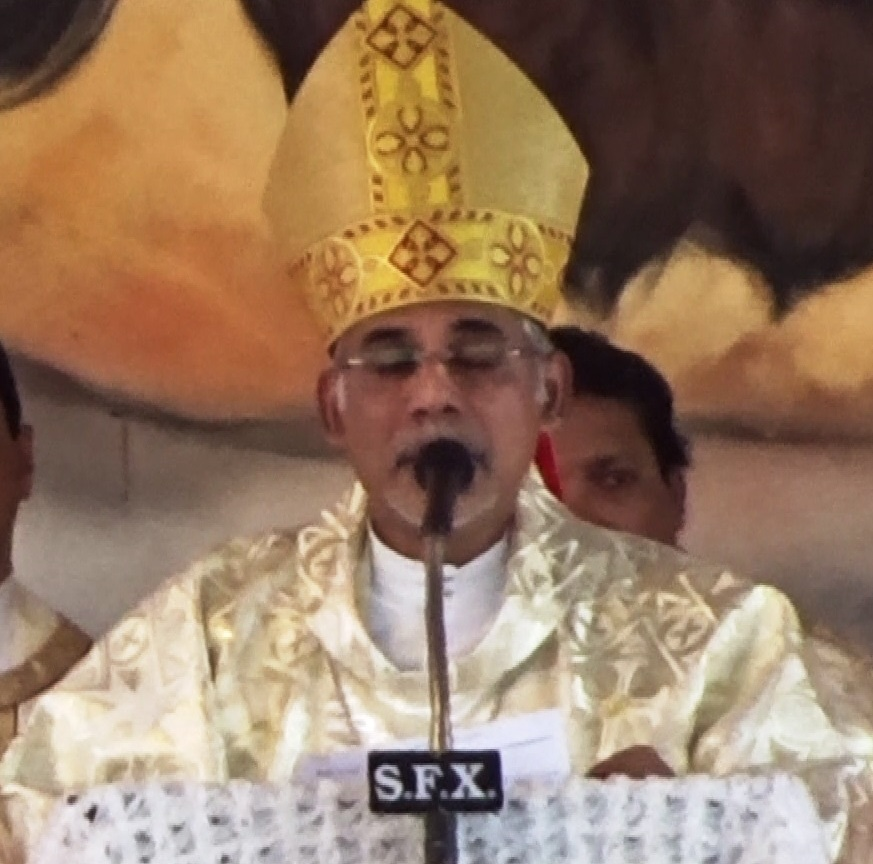
Patriarch Filipe Neri Ferrão (2017)

Filipe Neri António Sebastião Kardinal do Rosário Ferrão, kurz Filipe Neri Ferrão, (* 20. Januar 1953 in Aldona, Indien) ist ein indischer römisch-katholischer Geistlicher, Patriarch von Ostindien und Erzbischof von Goa und Daman.

## Leben
Filipe Neri Ferrão studierte Philosophie und Theologie am Priesterseminar Unserer Lieben Frau in Saligao und am Päpstlichen Seminar in Pune. Am 28. Oktober 1979 empfing er die Priesterweihe. Nach Tätigkeit in der Seelsorge absolvierte er einen Pastoralkurs am St. Pius X. Pastoralinstitut in Goa. Danach war er Pfarrvikar in Chinchinim (1981–1984), Studienpräfekt und Lehrer am Kleinen Seminar Unserer Lieben Frau in Saligao (1984–186) und erster Leiter der Diözesankommission für die Berufung von Geistlichen (1984–1986).
Anschließend wurde er zum Studium nach Rom geschickt, wo er 1988 an der Päpstlichen Universität Urbaniana das Lizentiat in Theologie mit Spezialisierung auf Biblische Theologie abschloss; 1991 folgte ein Lizenziat in Katechetik am Centre international Lumen Vitae in Brüssel, das der Katholieke Universiteit Leuven angegliedert ist. Nach seiner Rückkehr war er von 1991 bis 1994 unter anderem Direktor des diözesanen Zentrums für das Laienapostolat und von 1993 bis 1994 Bischofsvikar für den nördlichen Teil des Erzbistums Goa e Damão.
Am 20. Dezember 1994 folgte seine Ernennung zum Weihbischof in Goa e Damão und Titularbischof von Vanariona. Die Bischofsweihe spendete ihm Patriarch Raul Nicolau Gonsalves, Erzbischof von Goa e Damão; Mitkonsekratoren waren Aleixo das Neves Dias, SFX, Bischof von Port Blair, und Ferdinand Joseph Fonseca, Weihbischof in Bombay. Am 12. Dezember 2003 ernannte ihn Papst Johannes Paul II. mit der Bulle Inter Gravissimas zum Patriarchen und Erzbischof dieser Diözese. Die Ernennung wurde erst nach dem Rücktritt seines Vorgängers, Raul Nicolau Gonsalves, am 16. Januar 2004 bekanntgegeben. Die Installation erfolgte am 21. März desselben Jahres. 
Seit 2019 ist er Präsident der Indischen Bischofskonferenz, vormals seit 2011 Vizepräsident. Filipe Neri Ferrão spricht Konkani, Englisch, Portugiesisch, Italienisch, Französisch und Deutsch.
Im Konsistorium vom 27. August 2022 nahm ihn Papst Franziskus als Kardinalpriester mit der Titelkirche Santa Maria in Via in das Kardinalskollegium auf. Filipe Neri Ferrão ist nach 465 Jahren der erste Kardinal des Erzbistums von Goa.  Die Besitzergreifung seiner Titelkirche fand am 22. Oktober des folgenden Jahres statt.
Am 7. Oktober 2022 berief ihn Papst Franziskus zum Mitglied des Dikasteriums für die Evangelisierung. Am 25. April 2023 präzisierte der Papst die Ernennung und berief ihn zum Mitglied der Sektion des Dikasteriums für die Evangelisierung für die grundlegenden Fragen der Evangelisierung in der Welt.